# 安莫爾 (內布拉斯加州)
安莫爾（英語：Armour）是一座位於美國內布拉斯加州波尼縣的鬼鎮。
一座郵政局位於安莫爾的郵政局于1890年建成，直至1934年仍在運作。該社區以安莫爾公司命名。